# Lucas Michal
Lucas Michal, né le 22 juin 2005 à Bourg-la-Reine (France), est un footballeur français jouant au poste d'attaquant à l'AS Monaco.

## Biographie

### En club
Originaire de Bourg-la-Reine, Lucas Michal pratique le football dès l'âge de huit ans à l'US Ivry, en région parisienne. Il passe ensuite par le Paris FC et l'US Torcy avant d'être reperé et recruté par l'AS Monaco en 2020. Il joue son premier match de coupe Gambardella en janvier 2022 face à l'Olympique lyonnais. Lors de la saison suivante, il est intégré à l'équipe U19 et se montre performant, notamment en coupe Gambardella qu'il remporte avec l'AS Monaco, où il délivre notamment une passe décisive pour Saïmon Bouabré en finale face au Clermont Foot 63.                                    
Le 24 mai 2023, il signe son premier contrat professionnel avec l'AS Monaco. Lors de la saison 2023-2024, intégré au « Groupe Elite » de l'ASM, soit l'équipe des moins de 23 ans du club, il se montre performant en inscrivant onze buts en trente-trois matchs. Le 19 mai 2024, régulièrement convoqué durant la saison au sein du groupe professionnel par Adi Hütter, il découvre la Ligue 1 en entrant en jeu face au FC Nantes lors de la dernière journée de championnat.                                    
Le 12 août 2024, il rentre en fin de rencontre lors du Trophée Joan Gamper qu'il remporte avec son équipe face au FC Barcelone (3-0).                                   

### En sélection
Le 18 août 2021, il joue son premier match international avec l'équipe de France U17 lors d'un match face à l'Espagne, dans le cadre du tournoi de Montaigu. Systématiquement appelé jusqu'à la fin de l'année civile avec les U17, il dispute au total neuf rencontres avec cette catégorie.  
En mars 2024, il est sélectionné avec l'équipe de France U19. Il joue son premier match avec cette équipe face à la Hongrie, en qualification pour l'Euro U19. Le 16 juillet suivant, il remplace Tidiam Gomis à la mi-temps du premier match de la France lors de l'Euro des moins de 19 ans face à la Turquie. Mené au score, Michal égalise pour son pays avant que Jérémy Jacquet ne donne la victoire à la France (2-1). L'équipe de France termine deuxième du tournoi après une défaite en finale face à l'Espagne (0-2).  

## Statistiques
| Saison                | Club                  | Championnat           | Championnat | Championnat | Championnat | Coupe(s) nationale(s) | Coupe(s) nationale(s) | Coupe(s) nationale(s) | Compétition(s) continentale(s) | Compétition(s) continentale(s) | Compétition(s) continentale(s) | Compétition(s) continentale(s) | Total | Total | Total |
| Saison                | Club                  | Division              | M.          | B.          | P.d.        | M.                    | B.                    | P.d.                  | Comp.                          | M.                             | B.                             | P.d.                           | M.    | B.    | P.d.  |
| 2023-2024             | AS Monaco             | Ligue 1               | 1           | 0           | 0           | -                     | -                     | -                     | -                              | -                              | -                              | -                              | 1     | 0     | 0     |
| 2024-2025             | AS Monaco             | Ligue 1               | 8           | 0           | 0           | 2                     | 0                     | 0                     | C1                             | 3                              | 0                              | 0                              | 13    | 0     | 0     |
| 2025-2026             | AS Monaco             | Ligue 1               | 0           | 0           | 0           | 0                     | 0                     | 0                     | C1                             | 0                              | 0                              | 0                              | 0     | 0     | 0     |
| Total sur la carrière | Total sur la carrière | Total sur la carrière | 9           | 0           | 0           | 2                     | 0                     | 0                     | -                              | 3                              | 0                              | 0                              | 14    | 0     | 0     |

## Palmarès

### En club
AS Monaco
- Ligue 1
  - Vice-champion en 2024
- Coupe Gambardella
  - Vainqueur en 2023

### En sélection
France -19 ans
- Euro -19 ans
  - Finaliste en 2024